# Paul de Kock

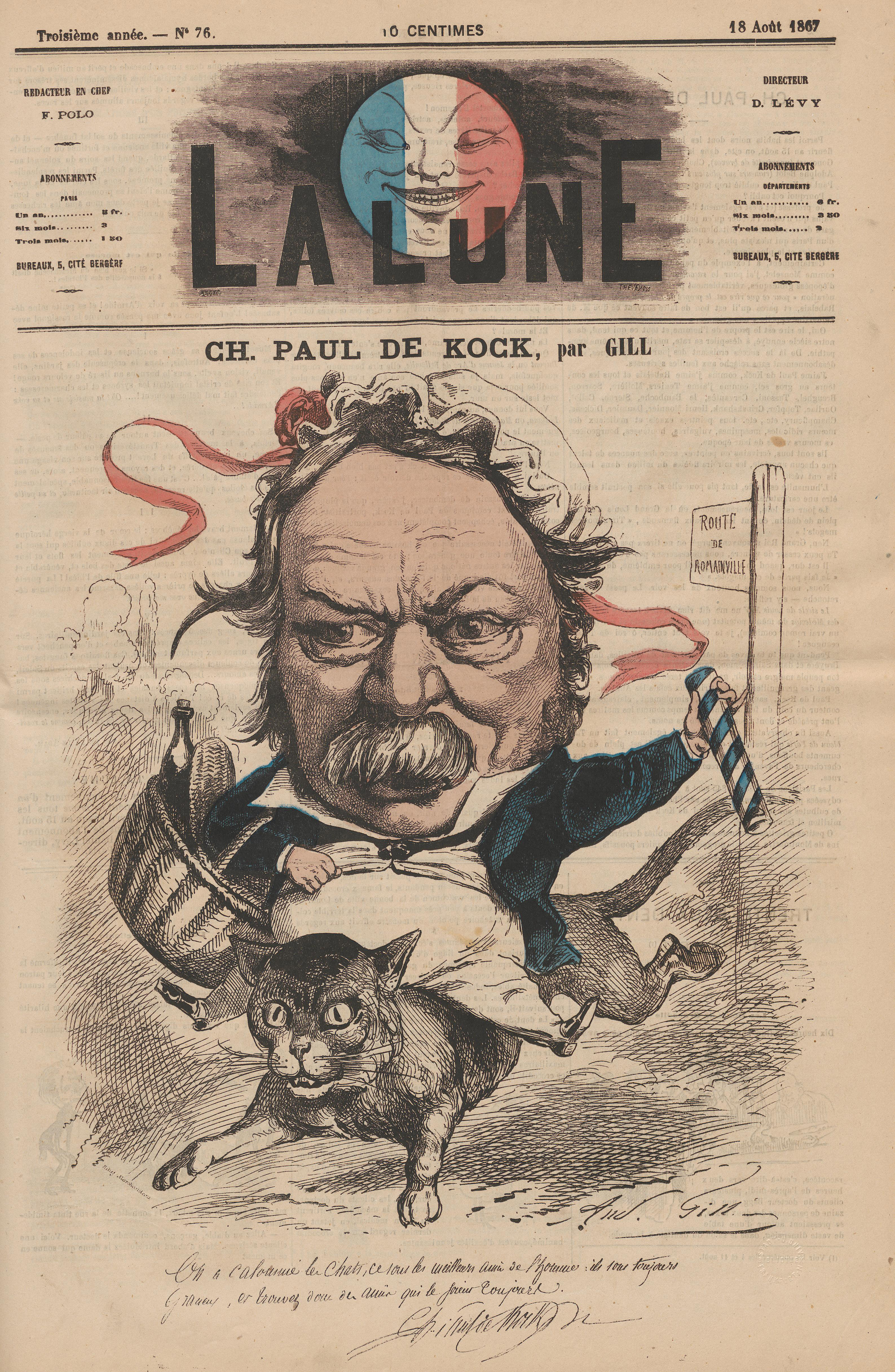
Caricatura por André Gill
publicada em La Lune em 1867.

Charles Paul de Kock (Passy, 21 de maio de 1794 - Romainville, 29 de agosto de 1871) foi um importante romancista francês do século XIX. Kock era aclamado pelo público, principalmente entre as camadas mais populares, porém, não fazia o mesmo sucesso entre os críticos da época que afirmavam que Paul de Kock escrevia imoralidades e seu único objetivo era o lucro. Kock era conhecido também como “Pintor da Paris do séc. XIX” por retratar a cidade de Paris como esta realmente era. 

## Biografia
Charles Paul de Kock nasceu em 21 de maio de 1794 e morreu no dia 29 de agosto de 1871, aos setenta e sete anos. Nasceu na região de Passy, em Paris, em meio à Revolução Francesa. Seu pai foi um importante banqueiro holandês, de origem nobre, e morreu na guilhotina, no mesmo ano de seu nascimento. Sua mãe casou-se novamente, agora com um homem viciado em jogos, o qual, segundo consta em suas Memórias, levou-o a ter o seu primeiro contato com romances. Isso se deu ao fato de que seu padrasto saía para jogar, todas as
tardes, no Palácio Real, e levava o menino para que sua mulher não desconfiasse. Chegando lá, Kock ficava no jardim, pois não podia entrar no salão de jogos. Foi numa dessas tardes que conheceu o romance Os três Gil Blas, de Lamartelière, que afirma ter sido uma de suas grandes inspirações, seguido por Os Barões de Felsheim, de Pigault-Lebrum. Segundo o ele, “Lamaetelière indicara-me o caminho, Pigaultabriu-mo”.
Gostava também de Dom Quixote, Molière e Racine. Kock tinha acesso a livros, na maioria das vezes, através de empréstimos – hábito comum na época, principalmente àqueles que não tinham condições de comprá-los. Sua mãe, no entanto, resistia em mandá-lo à escola. Teve aulas particulares que foram interrompidas muitas vezes. No entanto, nunca deixou suas paixões de lado: a Literatura, o Teatro e a Música, dedicando-se a todas elas.
Trabalhou como bancário por 5 anos. Depois disso, deduz-se que teria vivido apenas de sua pena. Escreveu mais de cem romances durante toda a sua carreira como escritor e contribuiu para inúmeras obras de teatro, muitas delas encenadas inclusive no Brasil, e que tiveram sucesso considerável entre 1814 e 1815, na França. Quanto à música, Kock escreveu óperas de comédia em 1818 e seu principal sucesso nesse gênero foi Le Muletier, em 1823, com música de Mengal. Dentre seu círculo de amigos estavam os compositores Cherubini, Boieldieu, Kreutzer e Herold, além de escritores como Nodier e Dumas filho.

## Carreira
Kock começou a escrever romances muito cedo, aos 17 anos escreveu o seu primeiro livro, O filho de minha mulher (1812), que foi negado por muitos livreiros sendo publicado posteriormente com o dinheiro do próprio autor, mas as vendas não foram muito animadoras. Após esse episódio, Kock escreveu Georgette (1821) sem muito sucesso, alcançando um número expressivo de vendas apenas com a publicação do livro Gustave, Le mauvais sujet em 1821.  Sua fama se dá principalmente pela publicação de suas obras em jornais nos chamados folhetins, espaços reservados nos jornais para a publicação diária ou semanária de capítulos de romances, o sucesso de seus folhetins foi o que garantiu a ele um lugar privilegiado entre os romancistas franceses e também o deu a imagem de um romancista popular, lido principalmente pelas classes econômicas mais baixas.  
 Enquanto Paul de Kock tinha como seu maior aliado o público, tinha contra ele a crítica literária do século XIX, que julgava suas obras como imorais (a moral era um critério de avaliação muito importante naquela época). Além dos críticos Kock também tinha contra ele a igreja católica que divulgava títulos que não poderiam ser lidos por seus fiéis e o nome das obras de Paul de Kock sempre estavam entre eles.

## Paul de Kock no Brasil
No Brasil, Kock teve um grande sucesso que pode ser percebido por meio de jornais da época que traziam muitos de seus folhetins, anúncios de venda e leilão de seus livros (em francês e em português). As traduções de seus livros eram feitas principalmente pela B. L. Garnier. Eram, na maioria das vezes, anunciados como muito “baratos” e frequentemente eram encontrados junto a anúncios de obras de Alexandre Dumas e Fenimore Cooper, escritores em ascensão na época. O primeiro romance a ser publicado em folhetim no Brasil foi de sua autoria “Edmundo e sua prima”, foi publicado
no Jornal do Commercio, do Rio de Janeiro, no dia 4 de janeiro de 1839.

## Algumas obras
A tabela abaixo apresenta algumas das obras de Paul de Kock, sendo a de mais sucesso em língua francesa – considerando o número de edições- Jean e em português a obra Gustave Le mauvais sujet, traduzida para Gustavo, o Estroina. 
| Título em língua original                                   | Título traduzido para o Português              |
| L'Enfant de ma femme (1812)                                 | A filha da minha mulher                        |
| Gustave Le mauvais sujet (1821)                             | Gustavo, o Estroina                            |
| Georgette ou La Nièce Du tabellion (1821)                   | Georgeta, a sobrinha do Tabelião               |
| Frère Jacques (1822)                                        | Irmão Jacques                                  |
| André le Savoyard (1826)                                    | André, o saboyano                              |
| Le Barbier de Paris, 1827                                   | O Barbeiro de Paris                            |
| La Laitière de Montfermeil (1827)                           | A Leiteira de Montfermeil                      |
| Jean, 1828                                                  | João                                           |
| La Femme, lemari et l'amant (1829)                          |                                                |
| Le Cocu (1831)                                              | O coitadinho                                   |
| Um bon enfant (1833)                                        |                                                |
| Le Barbier de Paris (1833)                                  | O Barbeiro de Paris                            |
| La Pucelle de Belleville (1834)                             | A donzela de Belleville                        |
| Ni jamais, ni toujour (1835)                                |                                                |
| Zizine(1836)                                                | Zizina                                         |
| La Maison blanche(1840)                                     |                                                |
| La Jolie Fille du faubourg(1840)                            |                                                |
| L'Amant de La lune (1847)                                   | O Amante da Lua                                |
| La bouquetiere du Chatean-d’Eau (1855)                      |                                                |
| La prairie aux coqueticots (1862)                           | O campo das papoulas                           |
| Les femmes, le jeu et le vin (1864)                         | As mulheres, o jogo e o vinho                  |
| Les nouve aux troubadours: Les enfants du boulevard (1864)  | Os novos trovadores                            |
| Um petit-fils de Cartouche: Les enfants Du boulevard (1864) | O neto de cartouche                            |
| La Fille aux trois jupons(1867)                             | A menina das três saias                        |
| Le Professeur Ficheclaque(1867)                             | As duas irmãs                                  |
| Les petits ruísseaux (1867)                                 | Os pequenos regatos formam os grandes ribeiros |
| Madame Tapin(1868)                                          | A Viúva Tapin                                  |
| Papa beau-père (1869)                                       | O papá- sogro                                  |
| La petite Lise (1870)                                       | A menina Lisa                                  |
| Le petit bonhommedu coin (1871)                             | O rapaz misterioso da esquina                  |
| Les intrigant (1872)                                        | Os intrujões                                   |
| Friquette (1873)                                            | Friquette                                      |

## Curiosidades
- Paul de Kock foi traduzido em mais de 15 línguas;
- Kock era conhecido como o “romancista das cozinheiras” – devido a sua fama de escritor popular;
- Um de seus romances, o Le cocu, foi adaptado para peça de teatro, porém, Kock foi obrigado a modificar o nome da peça para que ela pudesse ser representada.Em um prefácio feito pelo autor no próprio romance Kock diz que a peça Sganarelle ou le Cocu imaginaire de Molière havia sido interpretada a três anos nas ruas de Paris e não causou tanta polêmica quanto o título de seu livro, mas "Em suma, Paul de Kock não era Molière aos olhos da crítica"[2].
- Juntamente com Eugène Sue, Alexandre Dumas e Balzac,  foi um dos maiores sucessos do romantismo a partir de folhetins;
- É um dos poucos escritores que conseguiu viver da pena, ou seja, de sua escrita;
- Kock tem uma rua em Paris com seu nome;
- Apesar do aparente esquecimento, há uma loja na internet que vende artigos como chaveiros, camisetas, capas de celular com o nome de kock, frases e ilustrações de seus livros.